# 名偵探主廚
《名偵探主廚》是日本東京電視台於2021年5月31日至8月3日在「Drama Premiere 23」時段播出的電視劇，由西島秀俊主演。
台灣由KKTV自6月1日起每週二跟播。LiTV 線上影視全套上架。

## 登場人物

### 挺不錯餐館
- 三舟忍：西島秀俊[1]（17歲時：山下夕越、11歲時：平野虎冴）

挺不錯餐館主廚，擁有過人的記憶力、洞察力和推理能力。
- 志村洋二：神尾佑

挺不錯餐館副主廚。曾在高級飯店工作，後因仰慕三舟轉到挺不錯餐館工作。
- 金子雪：石井杏奈

挺不錯餐館侍酒師。曾是一名OL，後因喜歡葡萄酒而成為一名侍酒師。女同性戀者。
- 高築智行：濱田岳

挺不錯餐館服務生。曾是製藥公司職員，被解僱後因出色的記憶力被三舟邀請到挺不錯餐館工作。
- 小倉大輔：佐藤寬太（劇團EXILE）

挺不錯餐館老闆，除了挺不錯餐館外還經營多家餐館的年輕商人。

### 其他人物
- 上原美里：橋本愛實

私家偵探。受三舟委託調查在他於法國訓練期間失踪的父親。
- 安倍美花：奧貫薰（第8話 - 最終話）

自稱是三舟的父親三舟英雄的代理人，有機食品店「AB」的老闆。前麵包師，對乳類製品過敏。
- 三舟英雄：吉澤健（最終話）

三舟忍的父親，前法國廚師，秩父市的無農藥農夫。

### 來賓
第1集
- 川出恵子（鶴岡的妹妹） - 井上小百合（童年：宮地美然）
- 鶴岡正（“Page Number Premier”的巧克力專賣店） - 玉置玲央 （童年：加藤瑛斗）
- 鶴岡幸子（恵子・正的母親） - 桜まゆみ
- 粕屋孝一（嚴重偏食的常客） - 奥田洋平
- 桶谷百合子（粕屋的秘書・情人） - 冨手麻妙
- 粕屋久美（粕谷的妻子） - 藤田記子

## 製作人員
- 原作：近藤史惠《挺不錯餐館推理事件簿系列》
- 總導演：木村尚
- 導演：瀧悠輔、向井澄
- 編劇：田中真一、西條光利
- 音樂：末廣健一郎
- 製作著作：東京電視台、st'blue

## 播出日程
| 集數   | 播出日期 | 導演   | 編劇     |
| ------ | -------- | ------ | -------- |
| 第1話  | 5月31日  | 木村尚 | 田中真一 |
| 第2話  | 6月14日  | 木村尚 | 田中真一 |
| 第3話  | 6月21日  | 木村尚 | 田中真一 |
| 第4話  | 6月28日  | 瀧悠輔 | 西條光利 |
| 第5話  | 7月5日   | 向井澄 | 西條光利 |
| 第6話  | 7月12日  | 瀧悠輔 | 西條光利 |
| 第7話  | 7月19日  | 瀧悠輔 | 西條光利 |
| 第8話  | 7月26日  | 木村尚 | 田中真一 |
| 最終話 | 8月2日   | 木村尚 | 田中真一 |

## 外部連結
- 官方网站（日語）
  - 名偵探主廚的X（前Twitter）（日語）

| 日本 東京電視台 Drama Premiere 23            | 日本 東京電視台 Drama Premiere 23                           | 日本 東京電視台 Drama Premiere 23 |
| -------------------------------------------- | ----------------------------------------------------------- | --------------------------------- |
|                                              | 名偵探主廚 （2021年5月31日－2021年8月2日）                  |                                   |
| 要來杯咖啡嗎 （2021年4月5日－2021年5月24日） | 救生圈 -朋友以上、不倫未滿- （2021年8月9日－2021年9月27日） |                                   |